# فيليب ستيفانوفيتش
فيليب ستيفانوفيتش (25 سبتمبر 2002) هو لاعب كرة قدم صربي يلعب كجناح في نادي بارتيزان.

## روابط خارجية
- فيليب ستيفانوفيتش على موقع الاتحاد الأوربي (الإنجليزية)
- فيليب ستيفانوفيتش على موقع قاعدة بيانات كرة القدم.إي يو (الإنجليزية)
- فيليب ستيفانوفيتش على موقع Soccerbase.com (لاعب) (الإنجليزية)
- فيليب ستيفانوفيتش على موقع Soccerway.com (الإنجليزية)
- فيليب ستيفانوفيتش على موقع عالم كرة القدم.نت (الإنجليزية)